# Gele driestaart
De gele driestaart (Potamanthus luteus) is een haft uit de familie Potamanthidae. De wetenschappelijke naam van de soort werd gepubliceerd in 1767 door Carl Linnaeus.

## Uiterlijke kenmerken en verspreiding
De soort komt voor in het Palearctisch gebied en heeft drie staarten.
De larven hebben zijwaarts uitstaande, gevorkte veerachtige kieuwen. Hiermee kunnen ze goed houvast vinden onder de stenen waar ze zich schuilhouden.
1. ↑  Gele driestaart terug in Nederland. Vroege Vogels 11 augustus 2019
2. ↑  Het Leven Der Dieren, Deel II, Insecten. Het Spectrum (1969), p. 84. ISBN 90-274-8621-2.